# Lluís de Borgonya

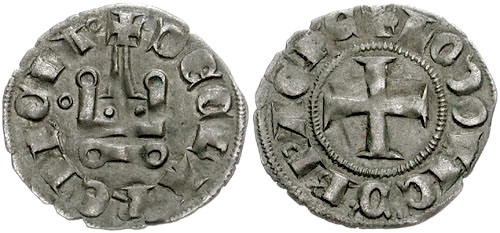
Moneda encunyada per Lluís de Borgonya.

Escut d'armes de Lluís de Borgonya.

Lluís de Borgonya (1297 – 2 d'agost del 1316) fou príncep consort d'Acaia i pretendent al Regne de Tessalònica.

## Ancestres
Era el fill menor de Robert II de Borgonya i Agnès de França. Fou net per línia paterna d'Hug IV de Borgonya i Violant de Dreux, i per línia materna de Lluís IX de França i Margarida de Provença.
Fou germà dels ducs Hug V i Eudes IV de Borgonya; de Blanca de Borgonya, casada amb Eduard I de Savoia; Margarida de Borgonya, casada amb Lluís X de França i Joana de Borgonya, casada amb Felip VI de França.

## Príncep d'Acaia
El 1313 va prendre part en el complex contracte matrimonial dissenyat amb l'objectiu d'assegurar el control de la primera dinastia Capet d'Anjou-Sicília i la dinastia de Borgonya per tal d'assegurar el domini de la Grècia franca:
El 31 de juliol del 1313 es casà amb Matilda d'Hainaut, descendent de Guillem II Villehardouin i a qui Felip I de Tàrent havia lliurat en feu el Principat d'Acaia. En esdevenir príncep d'Acaia, Lluís de Borgonya feu el corresponent acte d'homenatge a Felip I de Tàrent com a emperador de Constantinoble jure uxoris i rei de Tessalònica. En virtut del seu vassallatge, accedí d'unir-se a una prevista campanya per reconquerir l'Imperi Llatí. Per la seva part, Lluís de Borgonya cedí els drets sobre les terres del Ducat de Borgonya al seu germà Hug V de Borgonya, per tal que aquest li cedís el títol de rei de Tessalònica, que havia estat venut a la seva família el 1266.

## Disputa amb la Casa de Mallorca
Per altra banda, Isabel I d'Acaia havia tingut una germana menor, Margarida d'Acaia. Quan Isabel fou desposseïda del principat per Carles II d'Anjou, la germana d'aquesta, Margarida reclamà per a ella mateixa els drets sobre el Principat d'Acaia de manera infructuosa. Finalment traspassà els drets en favor de la seva filla, Isabel de Sabran, que era per tant cosina de Matilda d'Hainaut, filla d'Isabel d'Acaia. Per fer valdre els seus drets per sobre dels la seva cosina Matilda, Isabel de Sabran es casà amb l'infant Ferran de Mallorca, qui reclamà el Principat d'Acaia en nom de la seva dona i en preparà la conquesta.

## Guerra pel Principat d'Acaia
L'infant Ferran de Mallorca desembarcà i prengué Clarença el 1315. Per la seva banda, Matilda d'Hainaut i Lluís de Borgonya arribaren separadament al principat. Mentre Lluís de Borgonya es dirigia a la República de Venècia per sol·licitar-ne auxili militar, Matilda salpà directament del port de Marsella i desembarcà a Navarino amb 1.000 soldats a finals del 1315.
A l'arribada de Matilda, diversos barons, inclòs el comte de Cefalònia retornaren a la seva obediència. Però malgrat els reforços rebuts dels barons, l'exèrcit de Matilda fou derrotat per les tropes de l'infant Ferran de Mallorca el 22 de febrer del 1316 a la batalla de Picotin. Aleshores arribà Lluís de Borgonya i endegà el setge de Chalandrista, que acabà fracassant. Ferran de Mallorca]trameté missives a la Companyia Catalana d'Orient clamant per l'enviament de reforços, que foren respostes favorablement per aquesta. Però quan les tropes de la companyia encara es trobaven de camí, el 5 de juliol de 1316 es lliurà la batalla de Manolada, en la qual l'infant Ferran fou derrotat i mort.
Tan sols quatre setmanes després, Lluís de Borgonya morí. Segons la Crònica de Morea, la seva mort es degué a unes febres, però segons la catalana Declaratio Summa, fou enverinat per Joan de Cefalònia. La mort de Lluís de Borgonya deixà el Principat d'Acaia en un estat d'impasse que va deixar obertes les pretensions de la seva dona Matilda d'Hainaut, el seu nebot Eudes IV de Borgonya i Felip I de Tàrent.
| Lluís de Borgonya Dinastia Capet de Borgonya (Branca menor de: Dinastia Capet)Naixement: 1297 Mort: 2 d'agost 1316 | |                                                                |
| Títols | |                                                                |
| Precedit per: Felip I de Tàrent (El 1313 Felip I de Tàrent, cedeix en feu el Principat a Matilda d'Hainaut)        | Príncep d'Acaia (Llista de prínceps d'Acaia) (1313-1316) amb Matilda d'Hainaut (esposa) (1313-1316)                                                                                                   | Succeït per: Eudes IV de Borgonya (germà de Lluís de Borgonya) |
| Títols com a pretendent                                                                                            | |                                                                |
| Precedit per: Hug V de Borgonya (El 1313 donà els drets al seu germà Lluís de Borgonya)                            | — En disputa per: — Regne de Tessalònica (Llista de reis de Tessalònica) (1313-1316) — Raó de la disputa: — El 1222 el Regne havia estat conquerit per Teodor I Àngel-Comnè Ducas, Dèspota de l'Epir. | Succeït per: Eudes IV de Borgonya (germà de Lluís de Borgonya) |